# Lista de no-hitters da Major League Baseball
Esta é uma lista de jogos no-hitters na história da Major League Baseball. Além disso, todos no-hitters que foram conseguidos em jogos com entradas extras ou em jogos encurtados estão listados, embora não sejam considerados oficialmente como um no-hitter. (Até 1991, uma exibição onde nenhuma rebatida fosse sofrida em nove entradas (em jogos com entradas extras) ou em jogos mais curtos era considerada como um jogo no-hitter oficial.) Os nomes dos arremessadores que conseguiram um jogo perfeito estão em italíco. Para no-hitters combinados por dois ou mais arremessadores do mesmo time, cada um é listado com o número de entradas jogadas. Jogos que fizeram parte de jornadas duplas estão anotados como primeiro ou segundo jogos.
Um jogo no-hitter oficial ocorre quando um arremessador (ou arremessadores) não permite nenhuma rebatida durante todo o jogo, que consiste, ao menos, em nove entradas jogadas pelo(s) arremessador(es). Em um jogo no-hitter, um rebatedor pode ainda atingir a base via um walk, um  erro, uma escolha do defensor, um hit by pitch, um terceiro strike não-receptado (seja por um wild pitch ou bola passada), ou ainda interferência do receptor. Também, devido a esses métodos de atingir a base, é possível que um time anote corridas sem conseguir nenhuma rebatida. Enquanto a vasta maioria dos no-hitters são também shutouts, equipes sem rebatidas conseguiram marcar corridas em seus respectivos jogos, mas apenas duas vezes não conseguiram rebatidas e ainda ganharam o jogo: o Cincinnati Reds bateu o Houston Colt .45s (agora chamado de Houston Astros) por 1–0 em 23 de Abril de 1964 e o Detroit Tigers ganhou do Baltimore Orioles por 2–1 em 30 de Abril de 1967.
O arremessador que detém o recorde pelo menor intervalo entre no-hitters é Johnny Vander Meer, o único arremessador na história a conseguir dois no-hitters em jogos consecutivos, enquanto jogava pelo Cincinnati Reds em 1938. Além de Vander Meer, Allie Reynolds (em 1951), Virgil Trucks (em 1952), Nolan Ryan (em 1973) e Max Scherzer (em 2015) são os únicos outros jogadores nas grandes ligas a conseguir dois no-hitters na mesma temporada regular. Jim Maloney tecnicamente conseguiu dois no-hitters na temporada de 1965, mas seu primeiro terminou quando sofreu um home run na parte alta da 11ª entrada. De acordo com a interpretação das regras na época, este foi considerado um no-hitter. Mais tarde naquela temporada, Maloney conseguiu um no-hitter tradicional em nove entradas. O mais recente no-hitter foi conseguido por Justin Verlander do Houston Astros em 1º de setembro de 2019.
Roy Halladay conseguiu dois no-hitters em 2010: um jogo perfeito durante a temporada regular e um no-hitter na decisão da divisão. É o único jogador das grandes ligas a conseguir no-hitters na temporada regular e na pós-temporada.
O primeiro arremessador afro-americano a conseguir um no-hitter foi Sam Jones que alcançou o feito jogando pelo  Chicago Cubs em 1955. O primeiro arremessador latino foi Juan Marichal do San Francisco Giants em 1963.
Até 8 de maio de 2018, houve 299 no-hitters, 256 destes sendo na era moderna (começando em 1901, com a formação da Liga Americana).
O jogo no-hitter de Joe Borden em 1875 está também anotado, mas não é reconhecido pela Major League Baseball (veja em notas).

## No-hitters regulamentados
| Ítalico | Jogo perfeito                       |
| RS      | Corridas anotadas                   |
| RA      | Corridas permitidas                 |
| NL      | National League                     |
| AL      | American League                     |
| FL      | Federal League                      |
| PL      | Players' League                     |
| UA      | Union Association                   |
| AA      | American Association                |
| NA      | National Association                |
| WS      | World Series                        |
| Inter   | Jogos interligas                    |
| IP      | Entradas jogadas                    |
| †       | Eleito para o Baseball Hall of Fame |
| ‡       | Denota jogador ainda ativo          |

| #     | Data                   | Arremessador | Time                          | RS | Oponente                 | RA | Liga  | Receptor                                      | Notas               |
| ----- | ---------------------- | --- | ----------------------------- | -- | ------------------------ | -- | ----- | --------------------------------------------- | ------------------- |
|       | 28 de julho de 1875    | Joe Borden | Philadelphia White Stockings  | 4  | Chicago White Stockings  | 0  | NA    | Pop Snyder                                    | [ 2 ] [ notes 2 ]   |
| 1     | 15 de julho de 1876    | George Bradley | St. Louis Brown Stockings     | 2  | Hartford Dark Blues      | 0  | NL    | John Clapp                                    | [ 3 ]               |
| 2     | 12 de junho de 1880    | Lee Richmond | Worcester Worcesters          | 1  | Cleveland Blues          | 0  | NL    | Charlie Bennett                               | [ 4 ]               |
| 3     | 17 de junho de 1880    | John Montgomery Ward † | Providence Grays              | 5  | Buffalo Bisons           | 0  | NL    | Emil Gross                                    | [ 5 ]               |
| 4     | 19 de agosto de 1880   | Larry Corcoran (1) | Chicago White Stockings       | 6  | Boston Red Caps          | 0  | NL    | Silver Flint (? IP)(1) King Kelly (? IP) (1)† | [ 2 ]               |
| 5     | 20 de agosto de 1880   | Pud Galvin (1)† | Buffalo Bisons                | 1  | Worcester Worcesters     | 0  | NL    | Jack Rowe (1)                                 | [ 2 ]               |
| 6     | 11 de setembro de 1882 | Tony Mullane | Louisville Eclipse            | 2  | Cincinnati Red Stockings | 0  | AA    | Dan Sullivan (1)                              | [ 2 ]               |
| 7     | 19 de setembro de 1882 | Guy Hecker | Louisville Eclipse            | 3  | Pittsburgh Alleghenys    | 1  | AA    | Dan Sullivan (2)                              | [ 2 ]               |
| 8     | 20 de setembro de 1882 | Larry Corcoran (2) | Chicago White Stockings       | 5  | Worcester Worcesters     | 0  | NL    | Silver Flint (2)                              | [ 2 ]               |
| 9     | 25 de julho de 1883    | Charles Radbourn† | Providence Grays              | 8  | Cleveland Blues          | 0  | NL    | Barney Gilligan                               | [ 2 ]               |
| 10    | 13 de setembro de 1883 | Hugh Daily | Cleveland Blues               | 1  | Philadelphia Phillies    | 0  | NL    | Doc Bushong                                   | [ 2 ]               |
| 11    | 24 de maio de 1884     | Al Atkinson (1) | Philadelphia Athletics        | 10 | Pittsburgh Alleghenys    | 1  | AA    | Jocko Milligan                                | [ 2 ]               |
| 12    | 29 de maio de 1884     | Ed Morris | Columbus Buckeyes             | 5  | Pittsburgh Alleghenys    | 0  | AA    | Rudy Kemmler (1)                              | [ 2 ]               |
| 13    | 5 de junho de 1884     | Frank Mountain | Columbus Buckeyes             | 12 | Washington Nationals     | 0  | AA    | Rudy Kemmler (2)                              | [ 2 ]               |
| 14    | 27 de junho de 1884    | Larry Corcoran (3) | Chicago White Stockings       | 6  | Providence Grays         | 0  | NL    | King Kelly (2)†                               | [ 2 ]               |
| 15    | 4 de agosto de 1884    | Pud Galvin (2)† | Buffalo Bisons                | 18 | Detroit Wolverines       | 0  | NL    | Jack Rowe (2)                                 | [ 2 ]               |
| 16    | 26 de agosto de 1884   | Dick Burns | Cincinnati Outlaw Reds        | 3  | Kansas City Unions       | 1  | UA    | Joe Crotty                                    | [ 2 ]               |
| 17    | 28 de setembro de 1884 | Ed Cushman | Milwaukee Brewers             | 5  | Washington Nationals     | 0  | UA    | Cal Broughton                                 | [ 2 ]               |
| 18    | 4 de outubro de 1884   | Sam Kimber | Brooklyn Atlantics            | 0  | Toledo Blue Stockings    | 0  | AA    | Jack Corcoran                                 | [ 6 ] [ notes 3 ]   |
| 19    | 27 de julho de 1885    | John Clarkson † | Chicago White Stockings       | 4  | Providence Grays         | 0  | NL    | Silver Flint (3)                              | [ 7 ]               |
| 20    | 29 de julho de 1885    | Charlie Ferguson | Philadelphia Phillies         | 1  | Providence Grays         | 0  | NL    | Charlie Ganzel (1)                            | [ 8 ]               |
| 21    | 1 de maio de 1886      | Al Atkinson (2) | Philadelphia Athletics        | 3  | New York Metropolitans   | 2  | AA    | Jack O'Brien                                  | [ 9 ]               |
| 22    | 24 de julho de 1886    | Adonis Terry (1) | Brooklyn Grays                | 1  | St. Louis Browns         | 0  | AA    | Jimmy Peoples (1)                             | [ 10 ]              |
| 23    | 6 de outubro de 1886   | Matt Kilroy | Baltimore Orioles             | 6  | Pittsburgh Alleghenys    | 0  | AA    | Tom Dolan                                     | [ 2 ]               |
| 24    | 27 de maio de 1888     | Adonis Terry (2) | Brooklyn Bridegrooms          | 4  | Louisville Colonels      | 0  | AA    | Jimmy Peoples (2)                             | [ 11 ]              |
| 25    | 6 de junho de 1888     | Henry Porter | Kansas City Cowboys           | 4  | Baltimore Orioles        | 0  | AA    | Law Daniels                                   | [ 2 ]               |
| 26    | 26 de julho de 1888    | Ed Seward | Philadelphia Athletics        | 12 | Cincinnati Red Stockings | 2  | AA    | Wilbert Robinson (1)†                         | [ 12 ]              |
| 27    | 31 de julho de 1888    | Gus Weyhing | Philadelphia Athletics        | 4  | Kansas City Cowboys      | 0  | AA    | George Townsend                               | [ 13 ]              |
| 28    | 15 de setembro de 1890 | Cannonball Titcomb | Rochester Broncos             | 7  | Syracuse Stars           | 0  | AA    | John Grim                                     | [ 14 ]              |
| 29    | 22 de junho de 1891    | Tom Lovett | Brooklyn Grooms               | 4  | New York Giants          | 0  | NL    | Con Daily                                     | [ 15 ]              |
| 30    | 31 de julho de 1891    | Amos Rusie † | New York Giants               | 6  | Brooklyn Grooms          | 0  | NL    | Dick Buckley                                  | [ 16 ]              |
| 31    | 4 de outubro de 1891   | Ted Breitenstein (1) | St. Louis Browns              | 8  | Louisville Colonels      | 0  | AA    | John Munyan                                   | [ 17 ] [ notes 4 ]  |
| 32    | 6 de agosto de 1892    | Jack Stivetts | Boston Beaneaters             | 11 | Brooklyn Grooms          | 0  | NL    | Charlie Ganzel (2)                            | [ 18 ]              |
| 33    | 22 de agosto de 1892   | Ben Sanders | Louisville Colonels           | 6  | Baltimore Orioles        | 2  | NL    | Bill Merritt                                  | [ 19 ]              |
| 34    | 15 de outubro de 1892  | Bumpus Jones | Cincinnati Reds               | 7  | Pittsburgh Pirates       | 1  | NL    | Farmer Vaughn                                 | [ 20 ] [ notes 5 ]  |
| 35    | 16 de agosto de 1893   | Bill Hawke | Baltimore Orioles             | 5  | Washington Senators      | 0  | NL    | Wilbert Robinson (2)†                         | [ 21 ] [ notes 6 ]  |
| 36    | 18 de setembro de 1897 | Cy Young (1)† | Cleveland Spiders             | 6  | Cincinnati Reds          | 0  | NL    | Chief Zimmer (1)                              | [ 22 ] [ notes 7 ]  |
| 37    | 22 de abril de 1898    | Ted Breitenstein (2) | Cincinnati Reds               | 11 | Pittsburgh Pirates       | 0  | NL    | Heinie Peitz (1)                              | [ 23 ] [ notes 8 ]  |
| 38    | 22 de abril de 1898    | Jay Hughes | Baltimore Orioles             | 8  | Boston Beaneaters        | 0  | NL    | Boileryard Clarke                             | [ 23 ] [ notes 9 ]  |
| 39    | 8 de julho de 1898     | Red Donahue | Philadelphia Phillies         | 5  | Boston Beaneaters        | 0  | NL    | Ed McFarland (1)                              | [ 24 ]              |
| 40    | 21 de agosto de 1898   | Walter Thornton | Chicago Orphans               | 2  | Brooklyn Bridegrooms     | 0  | NL    | Tim Donahue                                   | [ 25 ] [ notes 10 ] |
| 41    | 25 de maio de 1899     | Deacon Phillippe | Louisville Colonels           | 7  | New York Giants          | 0  | NL    | Malachi Kittridge                             | [ 26 ]              |
| 42    | 7 de agosto de 1899    | Vic Willis † | Boston Beaneaters             | 7  | Washington Senators      | 1  | NL    | Marty Bergen                                  | [ 27 ]              |
| 43    | 12 de julho de 1900    | Noodles Hahn | Cincinnati Reds               | 4  | Philadelphia Phillies    | 0  | NL    | Heinie Peitz (2)                              | [ 28 ]              |
| 44    | 15 de julho de 1901    | Christy Mathewson (1)† | New York Giants               | 5  | St. Louis Cardinals      | 0  | NL    | Jack Warner                                   | [ 29 ]              |
| 45    | 20 de setembro de 1902 | Nixey Callahan | Chicago White Sox             | 3  | Detroit Tigers           | 0  | AL    | Ed McFarland (2)                              | [ 30 ] [ notes 11 ] |
| 46    | 18 de setembro de 1903 | Chick Fraser | Philadelphia Phillies         | 10 | Chicago Cubs             | 0  | NL    | Chief Zimmer (2)                              | [ 31 ] [ notes 12 ] |
| 47    | 5 de maio de 1904      | Cy Young (2)† | Boston Americans              | 3  | Philadelphia Athletics   | 0  | AL    | Lou Criger (1)                                | [ 32 ]              |
| 48    | 17 de agosto de 1904   | Jesse Tannehill | Boston Americans              | 6  | Chicago White Sox        | 0  | AL    | Duke Farrell                                  | [ 33 ]              |
| 49    | 13 de junho de 1905    | Christy Mathewson (2)† | New York Giants               | 1  | Chicago Cubs             | 0  | NL    | Frank Bowerman                                | [ 34 ] [ notes 13 ] |
| 50    | 22 de julho de 1905    | Weldon Henley | Philadelphia Athletics        | 6  | St. Louis Browns         | 0  | AL    | Harry Barton                                  | [ 35 ] [ notes 14 ] |
| 51    | 6 de setembro de 1905  | Frank Smith (1) | Chicago White Sox             | 15 | Detroit Tigers           | 0  | AL    | Ed McFarland (3)                              | [ 36 ] [ notes 15 ] |
| 52    | 27 de setembro de 1905 | Bill Dinneen | Boston Americans              | 2  | Chicago White Sox        | 0  | AL    | Lou Criger (2)                                | [ notes 16 ]        |
| 53    | 1 de maio de 1906      | Johnny Lush | Philadelphia Phillies         | 6  | Brooklyn Superbas        | 0  | NL    | Red Dooin                                     | [ 37 ] [ notes 17 ] |
| 54    | 20 de julho de 1906    | Mal Eason | Brooklyn Superbas             | 2  | St. Louis Cardinals      | 0  | NL    | Lew Ritter                                    | [ 38 ] [ notes 18 ] |
| 55    | 8 de maio de 1907      | Big Jeff Pfeffer | Boston Doves                  | 6  | Cincinnati Reds          | 0  | NL    | Sam Brown                                     | [ 39 ]              |
| 56    | 20 de setembro de 1907 | Nick Maddox | Pittsburgh Pirates            | 2  | Brooklyn Superbas        | 1  | NL    | George Gibson                                 | [ 40 ]              |
| 57    | 30 de junho de 1908    | Cy Young (3)† | Boston Red Sox                | 8  | New York Highlanders     | 0  | AL    | Lou Criger (3)                                | [ 41 ]              |
| 58    | 4 de julho de 1908     | Hooks Wiltse | New York Giants               | 1  | Philadelphia Phillies    | 0  | NL    | Roger Bresnahan †                             | [ 42 ] [ notes 19 ] |
| 59    | 5 de setembro de 1908  | Nap Rucker | Brooklyn Superbas             | 6  | Boston Doves             | 0  | NL    | Bill Bergen                                   | [ 43 ] [ notes 20 ] |
| 60    | 18 de setembro de 1908 | Bob Rhoads | Cleveland Naps                | 2  | Boston Red Sox           | 1  | AL    | Harry Bemis                                   | [ 44 ]              |
| 61    | 20 de setembro de 1908 | Frank Smith (2) | Chicago White Sox             | 1  | Philadelphia Athletics   | 0  | AL    | Billy Sullivan                                | [ 45 ]              |
| 62    | 2 de outubro de 1908   | Addie Joss (1)† | Cleveland Naps                | 1  | Chicago White Sox        | 0  | AL    | Nig Clarke (1)                                | [ 46 ]              |
| 63    | 20 de abril de 1910    | Addie Joss (2)† | Cleveland Naps                | 1  | Chicago White Sox        | 0  | AL    | Nig Clarke (2)                                | [ 47 ] [ notes 21 ] |
| 64    | 12 de maio de 1910     | Chief Bender † | Philadelphia Athletics        | 4  | Cleveland Naps           | 0  | AL    | Ira Thomas                                    | [ 48 ]              |
| 65    | 29 de julho de 1911    | Smoky Joe Wood | Boston Red Sox                | 5  | St. Louis Browns         | 0  | AL    | Bill Carrigan(1)                              | [ 49 ] [ notes 22 ] |
| 66    | 27 de agosto de 1911   | Ed Walsh † | Chicago White Sox             | 5  | Boston Red Sox           | 0  | AL    | Bruno Block                                   | [ 50 ]              |
| 67    | 4 de julho de 1912     | George Mullin | Detroit Tigers                | 7  | St. Louis Browns         | 0  | AL    | Oscar Stanage                                 | [ 51 ] [ notes 23 ] |
| 68    | 30 de agosto de 1912   | Earl Hamilton | St. Louis Browns              | 5  | Detroit Tigers           | 1  | AL    | Walt Alexander                                | [ 52 ]              |
| 69    | 6 de setembro de 1912  | Jeff Tesreau | New York Giants               | 3  | Philadelphia Phillies    | 0  | NL    | Art Wilson (1)                                | [ 53 ] [ notes 24 ] |
| 70    | 31 de maio de 1914     | Joe Benz | Chicago White Sox             | 6  | Cleveland Naps           | 1  | AL    | Ray Schalk (1)†                               | [ 54 ]              |
| 71    | 9 de setembro de 1914  | Iron Davis | Boston Braves                 | 7  | Philadelphia Phillies    | 0  | NL    | Hank Gowdy                                    | [ 55 ] [ notes 25 ] |
| 72    | 19 de setembro de 1914 | Ed Lafitte | Brooklyn Tip-Tops             | 6  | Kansas City Packers      | 2  | FL    | Yip Owens                                     | [ 56 ] [ notes 26 ] |
| 73    | 15 de abril de 1915    | Rube Marquard † | New York Giants               | 2  | Brooklyn Robins          | 0  | NL    | Chief Meyers                                  | [ 57 ]              |
| 74    | 24 de abril de 1915    | Frank Allen | Pittsburgh Rebels             | 2  | St. Louis Terriers       | 0  | FL    | Claude Berry                                  | [ 58 ]              |
| 75    | 15 de maio de 1915     | Claude Hendrix | Chicago Chi-Feds/Whales       | 10 | Pittsburgh Rebels        | 0  | FL    | Art Wilson (2)                                | [ 59 ]              |
| 76    | 16 de agosto de 1915   | Alex Main | Kansas City Packers           | 5  | Buffalo Buffeds/Blues    | 0  | FL    | Ted Easterly                                  | [ 60 ]              |
| 77    | 31 de agosto de 1915   | Jimmy Lavender | Chicago Cubs                  | 2  | New York Giants          | 0  | NL    | Jimmy Archer                                  | [ 61 ] [ notes 27 ] |
| 78    | 7 de setembro de 1915  | Dave Davenport | St. Louis Terriers            | 3  | Chicago Chi-Feds/Whales  | 0  | FL    | Grover Hartley                                | [ 62 ]              |
| 79    | 16 de junho de 1916    | Tom L. Hughes | Boston Braves                 | 2  | Pittsburgh Pirates       | 0  | NL    | Walt Tragesser                                |                     |
| 80    | 21 de junho de 1916    | Rube Foster | Boston Red Sox                | 2  | New York Yankees         | 0  | AL    | Bill Carrigan (2)                             | [ 63 ]              |
| 81    | 26 de agosto de 1916   | Bullet Joe Bush | Philadelphia Athletics        | 5  | Cleveland Indians        | 0  | AL    | Val Picinich (1)                              |                     |
| 82    | 30 de agosto de 1916   | Dutch Leonard (1) | Boston Red Sox                | 4  | St. Louis Browns         | 0  | AL    | Bill Carrigan (3)                             | [ 64 ]              |
| 83    | 14 de abril de 1917    | Eddie Cicotte | Chicago White Sox             | 11 | St. Louis Browns         | 0  | AL    | Ray Schalk (2)†                               |                     |
| 84    | 24 de abril de 1917    | George Mogridge | New York Yankees              | 2  | Boston Red Sox           | 1  | AL    | Les Nunamaker                                 |                     |
| 85    | 2 de maio de 1917      | Fred Toney | Cincinnati Reds               | 1  | Chicago Cubs             | 0  | NL    | Emil Huhn                                     | [ notes 28 ]        |
| 86    | 5 de maio de 1917      | Ernie Koob | St. Louis Browns              | 1  | Chicago White Sox        | 0  | AL    | Hank Severeid (1)                             |                     |
| 87    | 6 de maio de 1917      | Bob Groom | St. Louis Browns              | 3  | Chicago White Sox        | 0  | AL    | Hank Severeid (2)                             | [ notes 29 ]        |
| 88    | 23 de junho de 1917    | Babe Ruth (0 IP) † Ernie Shore (9 IP) | Boston Red Sox                | 4  | Washington Senators      | 0  | AL    | Pinch Thomas (0 IP) Sam Agnew (9 IP)          | [ notes 30 ]        |
| 89    | 3 de junho de 1918     | Dutch Leonard (2) | Boston Red Sox                | 5  | Detroit Tigers           | 0  | AL    | Wally Schang                                  |                     |
| 90    | 11 de maio de 1919     | Hod Eller | Cincinnati Reds               | 6  | St. Louis Cardinals      | 0  | NL    | Bill Rariden                                  |                     |
| 91    | 10 de setembro de 1919 | Ray Caldwell | Cleveland Indians             | 3  | New York Yankees         | 0  | AL    | Steve O'Neill                                 | [ notes 31 ]        |
| 92    | 1 de julho de 1920     | Walter Johnson † | Washington Senators           | 1  | Boston Red Sox           | 0  | AL    | Val Picinich (2)                              | [ notes 32 ]        |
| 93    | 30 de abril de 1922    | Charlie Robertson | Chicago White Sox             | 2  | Detroit Tigers           | 0  | AL    | Ray Schalk (3)†                               |                     |
| 94    | 7 de maio de 1922      | Jesse Barnes | New York Giants               | 6  | Philadelphia Phillies    | 0  | NL    | Earl Smith                                    |                     |
| 95    | 4 de setembro de 1923  | Sad Sam Jones | New York Yankees              | 2  | Philadelphia Athletics   | 0  | AL    | Fred Hofmann                                  | [ notes 33 ]        |
| 96    | 7 de setembro de 1923  | Howard Ehmke | Boston Red Sox                | 4  | Philadelphia Athletics   | 0  | AL    | Val Picinich (3)                              |                     |
| 97    | 17 de julho de 1924    | Jesse Haines † | St. Louis Cardinals           | 5  | Boston Braves            | 0  | NL    | Mike González                                 |                     |
| 98    | 13 de setembro de 1925 | Dazzy Vance † | Brooklyn Robins               | 10 | Philadelphia Phillies    | 1  | NL    | Hank DeBerry                                  | [ notes 34 ]        |
| 99    | 21 de agosto de 1926   | Ted Lyons † | Chicago White Sox             | 6  | Boston Red Sox           | 0  | AL    | Johnny Grabowski                              |                     |
| 100   | 5 de maio de 1929      | Carl Hubbell † | New York Giants               | 11 | Pittsburgh Pirates       | 0  | NL    | Bob O'Farrell                                 |                     |
| 101   | 29 de abril de 1931    | Wes Ferrell | Cleveland Indians             | 9  | St. Louis Browns         | 0  | AL    | Luke Sewell (1)                               | [ notes 35 ]        |
| 102   | 8 de agosto de 1931    | Bobby Burke | Washington Senators           | 5  | Boston Red Sox           | 0  | AL    | Roy Spencer                                   |                     |
| 103   | 21 de setembro de 1934 | Paul Dean | St. Louis Cardinals           | 3  | Brooklyn Dodgers         | 0  | NL    | Bill DeLancey                                 | [ notes 36 ]        |
| 104   | 31 de agosto de 1935   | Vern Kennedy | Chicago White Sox             | 5  | Cleveland Indians        | 0  | AL    | Luke Sewell (2)                               | [ notes 37 ]        |
| 105   | 1 de junho de 1937     | Bill Dietrich | Chicago White Sox             | 8  | St. Louis Browns         | 0  | AL    | Luke Sewell (3)                               |                     |
| 106   | 11 de junho de 1938    | Johnny Vander Meer (1) | Cincinnati Reds               | 3  | Boston Bees              | 0  | NL    | Ernie Lombardi (1)†                           | [ notes 38 ]        |
| 107   | 15 de junho de 1938    | Johnny Vander Meer (2) | Cincinnati Reds               | 6  | Brooklyn Dodgers         | 0  | NL    | Ernie Lombardi (2)†                           | [ notes 39 ]        |
| 108   | 27 de agosto de 1938   | Monte Pearson | New York Yankees              | 13 | Cleveland Indians        | 0  | AL    | Joe Glenn                                     | [ notes 40 ]        |
| 109   | 16 de abril de 1940    | Bob Feller (1) † | Cleveland Indians             | 1  | Chicago White Sox        | 0  | AL    | Rollie Hemsley                                | [ notes 41 ]        |
| 110   | 30 de abril de 1940    | Tex Carleton | Brooklyn Dodgers              | 3  | Cincinnati Reds          | 0  | NL    | Herman Franks                                 |                     |
| 111   | 30 de agosto de 1941   | Lon Warneke | St. Louis Cardinals           | 2  | Cincinnati Reds          | 0  | NL    | Walker Cooper (1)                             |                     |
| 112   | 27 de abril de 1944    | Jim Tobin | Boston Braves                 | 2  | Brooklyn Dodgers         | 0  | NL    | Phil Masi                                     |                     |
| 113   | 15 de maio de 1944     | Clyde Shoun | Cincinnati Reds               | 1  | Boston Braves            | 0  | NL    | Ray Mueller                                   |                     |
| 114   | 9 de setembro de 1945  | Dick Fowler | Philadelphia Athletics        | 1  | St. Louis Browns         | 0  | AL    | Buddy Rosar (1)                               | [ notes 42 ]        |
| 115   | 23 de abril de 1946    | Ed Head | Brooklyn Dodgers              | 5  | Boston Braves            | 0  | NL    | Ferrell Anderson                              |                     |
| 116   | 30 de abril de 1946    | Bob Feller (2)† | Cleveland Indians             | 1  | New York Yankees         | 0  | AL    | Frankie Hayes                                 |                     |
| 117   | 18 de junho de 1947    | Ewell Blackwell | Cincinnati Reds               | 6  | Boston Braves            | 0  | NL    | Ray Lamanno                                   | [ notes 43 ]        |
| 118   | 10 de julho de 1947    | Don Black | Cleveland Indians             | 3  | Philadelphia Athletics   | 0  | AL    | Jim Hegan (1)                                 | [ notes 44 ]        |
| 119   | 3 de setembro de 1947  | Bill McCahan | Philadelphia Athletics        | 3  | Washington Senators      | 0  | AL    | Buddy Rosar (2)                               | [ notes 45 ]        |
| 120   | 30 de junho de 1948    | Bob Lemon † | Cleveland Indians             | 2  | Detroit Tigers           | 0  | AL    | Jim Hegan (2)                                 |                     |
| 121   | 9 de setembro de 1948  | Rex Barney | Brooklyn Dodgers              | 2  | New York Giants          | 0  | NL    | Bruce Edwards                                 |                     |
| 122   | 11 de agosto de 1950   | Vern Bickford | Boston Braves                 | 7  | Brooklyn Dodgers         | 0  | NL    | Walker Cooper (2)                             |                     |
| 123   | 6 de maio de 1951      | Cliff Chambers | Pittsburgh Pirates            | 3  | Boston Braves            | 0  | NL    | Ed Fitz Gerald                                | [ notes 46 ]        |
| 124   | 1 de julho de 1951     | Bob Feller (3)† | Cleveland Indians             | 2  | Detroit Tigers           | 1  | AL    | Jim Hegan (3)                                 | [ notes 47 ]        |
| 125   | 12 de julho de 1951    | Allie Reynolds (1) | New York Yankees              | 1  | Cleveland Indians        | 0  | AL    | Yogi Berra (1)†                               |                     |
| 126   | 28 de setembro de 1951 | Allie Reynolds (2) | New York Yankees              | 8  | Boston Red Sox           | 0  | AL    | Yogi Berra (2)†                               | [ notes 48 ]        |
| 127   | 15 de maio de 1952     | Virgil Trucks (1) | Detroit Tigers                | 1  | Washington Senators      | 0  | AL    | Joe Ginsberg                                  |                     |
| 128   | 19 de junho de 1952    | Carl Erskine (1) | Brooklyn Dodgers              | 5  | Chicago Cubs             | 0  | NL    | Roy Campanella (1)†                           |                     |
| 129   | 25 de agosto de 1952   | Virgil Trucks (2) | Detroit Tigers                | 1  | New York Yankees         | 0  | AL    | Matt Batts                                    | [ notes 49 ]        |
| 130   | 6 de maio de 1953      | Bobo Holloman | St. Louis Browns              | 6  | Philadelphia Athletics   | 0  | AL    | Les Moss                                      | [ notes 50 ]        |
| 131   | 12 de junho de 1954    | Jim Wilson | Milwaukee Braves              | 2  | Philadelphia Phillies    | 0  | NL    | Del Crandall (1)                              |                     |
| 132   | 12 de maio de 1955     | Sam Jones | Chicago Cubs                  | 4  | Pittsburgh Pirates       | 0  | NL    | Clyde McCullough                              | [ notes 51 ]        |
| 133   | 12 de maio de 1956     | Carl Erskine (2) | Brooklyn Dodgers              | 3  | New York Giants          | 0  | NL    | Roy Campanella (2)†                           |                     |
| 134   | 14 de julho de 1956    | Mel Parnell | Boston Red Sox                | 4  | Chicago White Sox        | 0  | AL    | Sammy White                                   |                     |
| 135   | 25 de setembro de 1956 | Sal Maglie | Brooklyn Dodgers              | 5  | Philadelphia Phillies    | 0  | NL    | Roy Campanella (3)†                           |                     |
| 136   | 8 de outubro de 1956   | Don Larsen | New York Yankees (AL)         | 2  | Brooklyn Dodgers (NL)    | 0  | WS    | Yogi Berra (3)†                               | [ notes 52 ]        |
| 137   | 20 de agosto de 1957   | Bob Keegan | Chicago White Sox             | 6  | Washington Senators      | 0  | AL    | Sherm Lollar                                  | [ notes 53 ]        |
| 138   | 20 de julho de 1958    | Jim Bunning (1)† | Detroit Tigers                | 3  | Boston Red Sox           | 0  | AL    | Red Wilson                                    | [ notes 54 ]        |
| 139   | 20 de setembro de 1958 | Hoyt Wilhelm † | Baltimore Orioles             | 1  | New York Yankees         | 0  | AL    | Gus Triandos (1)                              | [ notes 55 ]        |
| 140   | 15 de maio de 1960     | Don Cardwell | Chicago Cubs                  | 4  | St. Louis Cardinals      | 0  | NL    | Del Rice                                      | [ notes 56 ]        |
| 141   | 18 de agosto de 1960   | Lew Burdette | Milwaukee Braves              | 1  | Philadelphia Phillies    | 0  | NL    | Del Crandall (2)                              | [ notes 57 ]        |
| 142   | 16 de setembro de 1960 | Warren Spahn (1)† | Milwaukee Braves              | 4  | Philadelphia Phillies    | 0  | NL    | Del Crandall (3)                              |                     |
| 143   | 28 de abril de 1961    | Warren Spahn (2)† | Milwaukee Braves              | 1  | San Francisco Giants     | 0  | NL    | Charley Lau                                   |                     |
| 144   | 5 de maio de 1962      | Bo Belinsky | Los Angeles Angels            | 2  | Baltimore Orioles        | 0  | AL    | Buck Rodgers                                  | [ notes 58 ]        |
| 145   | 26 de junho de 1962    | Earl Wilson | Boston Red Sox                | 2  | Los Angeles Angels       | 0  | AL    | Bob Tillman (1)                               | [ notes 59 ]        |
| 146   | 30 de junho de 1962    | Sandy Koufax (1)† | Los Angeles Dodgers           | 5  | New York Mets            | 0  | NL    | Johnny Roseboro (1)                           | [ notes 60 ]        |
| 147   | 1 de agosto de 1962    | Bill Monbouquette | Boston Red Sox                | 1  | Chicago White Sox        | 0  | AL    | Jim Pagliaroni (1)                            |                     |
| 148   | 26 de agosto de 1962   | Jack Kralick | Minnesota Twins               | 1  | Kansas City Athletics    | 0  | AL    | Earl Battey                                   | [ notes 61 ]        |
| 149   | 11 de maio de 1963     | Sandy Koufax (2)† | Los Angeles Dodgers           | 8  | San Francisco Giants     | 0  | NL    | Johnny Roseboro (2)                           |                     |
| 150   | 17 de maio de 1963     | Don Nottebart | Houston Colt .45s             | 4  | Philadelphia Phillies    | 1  | NL    | John Bateman (1)                              |                     |
| 151   | 15 de junho de 1963    | Juan Marichal † | San Francisco Giants          | 1  | Houston Colt .45s        | 0  | NL    | Ed Bailey                                     | [ notes 62 ]        |
| 152   | 23 de abril de 1964    | Ken Johnson | Houston Colt .45s             | 0  | Cincinnati Reds          | 1  | NL    | Jerry Grote                                   | [ notes 63 ]        |
| 153   | 4 de junho de 1964     | Sandy Koufax (3)† | Los Angeles Dodgers           | 3  | Philadelphia Phillies    | 0  | NL    | Doug Camilli                                  | [ notes 64 ]        |
| 154   | 21 de junho de 1964    | Jim Bunning (2)† | Philadelphia Phillies         | 6  | New York Mets            | 0  | NL    | Gus Triandos (2)                              | [ notes 65 ]        |
| 155   | 19 de agosto de 1965   | Jim Maloney (1) | Cincinnati Reds               | 1  | Chicago Cubs             | 0  | NL    | Johnny Edwards (1)                            | [ notes 66 ]        |
| 156   | 9 de setembro de 1965  | Sandy Koufax (4)† | Los Angeles Dodgers           | 1  | Chicago Cubs             | 0  | NL    | Jeff Torborg (1)                              | [ notes 67 ]        |
| 157   | 16 de setembro de 1965 | Dave Morehead | Boston Red Sox                | 2  | Cleveland Indians        | 0  | AL    | Bob Tillman (2)                               | [ notes 68 ]        |
| 158   | 10 de junho de 1966    | Sonny Siebert | Cleveland Indians             | 2  | Washington Senators      | 0  | AL    | Joe Azcue (1)                                 |                     |
| 159   | 30 de abril de 1967    | Steve Barber (8+2⁄3 IP) Stu Miller (1⁄3 IP) | Baltimore Orioles             | 1  | Detroit Tigers           | 2  | AL    | Andy Etchebarren                              | [ notes 69 ]        |
| 160   | 18 de junho de 1967    | Don Wilson (1) | Houston Astros                | 2  | Atlanta Braves           | 0  | NL    | Dave Adlesh                                   | [ notes 70 ]        |
| 161   | 25 de agosto de 1967   | Dean Chance | Minnesota Twins               | 2  | Cleveland Indians        | 1  | AL    | Jerry Zimmerman                               | [ notes 71 ]        |
| 162   | 10 de setembro de 1967 | Joel Horlen | Chicago White Sox             | 6  | Detroit Tigers           | 0  | AL    | J. C. Martin                                  | [ notes 72 ]        |
| 163   | 27 de abril de 1968    | Tom Phoebus | Baltimore Orioles             | 6  | Boston Red Sox           | 0  | AL    | Curt Blefary                                  |                     |
| 164   | 8 de maio de 1968      | Catfish Hunter † | Oakland Athletics             | 4  | Minnesota Twins          | 0  | AL    | Jim Pagliaroni (2)                            | [ notes 73 ]        |
| 165   | 29 de julho de 1968    | George Culver | Cincinnati Reds               | 6  | Philadelphia Phillies    | 1  | NL    | Pat Corrales                                  | [ notes 74 ]        |
| 166   | 17 de setembro de 1968 | Gaylord Perry † | San Francisco Giants          | 1  | St. Louis Cardinals      | 0  | NL    | Dick Dietz                                    | [ notes 75 ]        |
| 167   | 18 de setembro de 1968 | Ray Washburn | St. Louis Cardinals           | 2  | San Francisco Giants     | 0  | NL    | Johnny Edwards (2)                            | [ notes 76 ]        |
| 168   | 17 de abril de 1969    | Bill Stoneman (1) | Montreal Expos                | 7  | Philadelphia Phillies    | 0  | NL    | John Bateman (2)                              | [ notes 77 ]        |
| 169   | 30 de abril de 1969    | Jim Maloney (2) | Cincinnati Reds               | 10 | Houston Astros           | 0  | NL    | Johnny Bench †                                | [ notes 78 ]        |
| 170   | 1 de maio de 1969      | Don Wilson (2) | Houston Astros                | 4  | Cincinnati Reds          | 0  | NL    | Don Bryant                                    | [ notes 79 ]        |
| 171   | 13 de agosto de 1969   | Jim Palmer † | Baltimore Orioles             | 8  | Oakland Athletics        | 0  | AL    | Ellie Hendricks                               | [ notes 80 ]        |
| 172   | 19 de agosto de 1969   | Ken Holtzman (1) | Chicago Cubs                  | 3  | Atlanta Braves           | 0  | NL    | Bill Heath (7+2⁄3 IP) Gene Oliver (1+1⁄3 IP)  | [ notes 81 ]        |
| 173   | 20 de setembro de 1969 | Bob Moose | Pittsburgh Pirates            | 4  | New York Mets            | 0  | NL    | Manny Sanguillén                              | [ notes 82 ]        |
| 174   | 12 de junho de 1970    | Dock Ellis | Pittsburgh Pirates            | 2  | San Diego Padres         | 0  | NL    | Jerry May                                     | [ notes 83 ]        |
| 175   | 3 de julho de 1970     | Clyde Wright | California Angels             | 4  | Oakland Athletics        | 0  | AL    | Joe Azcue (2)                                 | [ notes 84 ]        |
| 176   | 20 de julho de 1970    | Bill Singer | Los Angeles Dodgers           | 5  | Philadelphia Phillies    | 0  | NL    | Jeff Torborg (2)                              |                     |
| 177   | 21 de setembro de 1970 | Vida Blue (1) | Oakland Athletics             | 6  | Minnesota Twins          | 0  | AL    | Gene Tenace (1)                               | [ notes 85 ]        |
| 178   | 3 de junho de 1971     | Ken Holtzman (2) | Chicago Cubs                  | 1  | Cincinnati Reds          | 0  | NL    | Danny Breeden                                 | [ notes 86 ]        |
| 179   | 23 de junho de 1971    | Rick Wise | Philadelphia Phillies         | 4  | Cincinnati Reds          | 0  | NL    | Tim McCarver (1)                              | [ notes 87 ]        |
| 180   | 14 de agosto de 1971   | Bob Gibson † | St. Louis Cardinals           | 11 | Pittsburgh Pirates       | 0  | NL    | Ted Simmons (1)                               | [ notes 88 ]        |
| 181   | 16 de abril de 1972    | Burt Hooton | Chicago Cubs                  | 4  | Philadelphia Phillies    | 0  | NL    | Randy Hundley (1)                             |                     |
| 182   | 2 de setembro de 1972  | Milt Pappas | Chicago Cubs                  | 8  | San Diego Padres         | 0  | NL    | Randy Hundley (2)                             | [ notes 89 ]        |
| 183   | 2 de outubro de 1972   | Bill Stoneman (2) | Montreal Expos                | 7  | New York Mets            | 0  | NL    | Tim McCarver (2)                              | [ notes 90 ]        |
| 184   | 27 de abril de 1973    | Steve Busby (1) | Kansas City Royals            | 3  | Detroit Tigers           | 0  | AL    | Fran Healy (1)                                | [ notes 91 ]        |
| 185   | 15 de maio de 1973     | Nolan Ryan (1)† | California Angels             | 3  | Kansas City Royals       | 0  | AL    | Jeff Torborg (3)                              |                     |
| 186   | 15 de julho de 1973    | Nolan Ryan (2)† | California Angels             | 6  | Detroit Tigers           | 0  | AL    | Art Kusnyer                                   | [ notes 92 ]        |
| 187   | 30 de julho de 1973    | Jim Bibby | Texas Rangers                 | 6  | Oakland Athletics        | 0  | AL    | Dick Billings                                 |                     |
| 188   | 5 de agosto de 1973    | Phil Niekro † | Atlanta Braves                | 9  | San Diego Padres         | 0  | NL    | Paul Casanova                                 |                     |
| 189   | 19 de junho de 1974    | Steve Busby (2) | Kansas City Royals            | 2  | Milwaukee Brewers        | 0  | AL    | Fran Healy (2)                                |                     |
| 190   | 19 de julho de 1974    | Dick Bosman | Cleveland Indians             | 4  | Oakland Athletics        | 0  | AL    | John Ellis                                    | [ notes 93 ]        |
| 191   | 28 de setembro de 1974 | Nolan Ryan (3)† | California Angels             | 4  | Minnesota Twins          | 0  | AL    | Tom Egan                                      |                     |
| 192   | 1 de junho de 1975     | Nolan Ryan (4)† | California Angels             | 1  | Baltimore Orioles        | 0  | AL    | Ellie Rodríguez                               |                     |
| 193   | 24 de agosto de 1975   | Ed Halicki | San Francisco Giants          | 6  | New York Mets            | 0  | NL    | Dave Rader                                    | [ notes 94 ]        |
| 194   | 28 de setembro de 1975 | Vida Blue (2) (5 IP) Glenn Abbott (1 IP) Paul Lindblad (1 IP) Rollie Fingers (2 IP)†                                                               | Oakland Athletics             | 5  | California Angels        | 0  | AL    | Gene Tenace (2) (6 IP) Ray Fosse (1) (3 IP)   | [ notes 95 ]        |
| 195   | 9 de julho de 1976     | Larry Dierker | Houston Astros                | 6  | Montreal Expos           | 0  | NL    | Ed Herrmann                                   | [ notes 96 ]        |
| 196   | 28 de julho de 1976    | Blue Moon Odom (5 IP) Francisco Barrios (4 IP) | Chicago White Sox             | 2  | Oakland Athletics        | 1  | AL    | Jim Essian                                    |                     |
| 197   | 9 de agosto de 1976    | John Candelaria | Pittsburgh Pirates            | 2  | Los Angeles Dodgers      | 0  | NL    | Duffy Dyer                                    | [ notes 97 ]        |
| 198   | 29 de setembro de 1976 | John Montefusco | San Francisco Giants          | 9  | Atlanta Braves           | 0  | NL    | Gary Alexander                                |                     |
| 199   | 14 de maio de 1977     | Jim Colborn | Kansas City Royals            | 6  | Texas Rangers            | 0  | AL    | Darrell Porter (1)                            |                     |
| 200   | 30 de maio de 1977     | Dennis Eckersley † | Cleveland Indians             | 1  | California Angels        | 0  | AL    | Ray Fosse (2)                                 |                     |
| 201   | 22 de setembro de 1977 | Bert Blyleven † | Texas Rangers                 | 6  | California Angels        | 0  | AL    | Jim Sundberg                                  |                     |
| 202   | 16 de abril de 1978    | Bob Forsch (1) | St. Louis Cardinals           | 5  | Philadelphia Phillies    | 0  | NL    | Ted Simmons (2)                               | [ notes 98 ]        |
| 203   | 16 de junho de 1978    | Tom Seaver † | Cincinnati Reds               | 4  | St. Louis Cardinals      | 0  | NL    | Don Werner                                    | [ notes 99 ]        |
| 204   | 7 de abril de 1979     | Ken Forsch | Houston Astros                | 6  | Atlanta Braves           | 0  | NL    | Alan Ashby (1)                                | [ notes 100 ]       |
| 205   | 27 de junho de 1980    | Jerry Reuss | Los Angeles Dodgers           | 8  | San Francisco Giants     | 0  | NL    | Steve Yeager                                  | [ notes 101 ]       |
| 206   | 10 de maio de 1981     | Charlie Lea | Montreal Expos                | 4  | San Francisco Giants     | 0  | NL    | Gary Carter †                                 | [ notes 102 ]       |
| 207   | 15 de maio de 1981     | Len Barker | Cleveland Indians             | 3  | Toronto Blue Jays        | 0  | AL    | Ron Hassey (1)                                | [ notes 103 ]       |
| 208   | 26 de setembro de 1981 | Nolan Ryan (5)† | Houston Astros                | 5  | Los Angeles Dodgers      | 0  | NL    | Alan Ashby (2)                                | [ notes 104 ]       |
| 209   | 4 de julho de 1983     | Dave Righetti | New York Yankees              | 4  | Boston Red Sox           | 0  | AL    | Butch Wynegar                                 | [ notes 105 ]       |
| 210   | 26 de setembro de 1983 | Bob Forsch (2) | St. Louis Cardinals           | 3  | Montreal Expos           | 0  | NL    | Darrell Porter (2)                            |                     |
| 211   | 29 de setembro de 1983 | Mike Warren | Oakland Athletics             | 3  | Chicago White Sox        | 0  | AL    | Mike Heath                                    |                     |
| 212   | 7 de abril de 1984     | Jack Morris | Detroit Tigers                | 4  | Chicago White Sox        | 0  | AL    | Lance Parrish (1)                             | [ notes 106 ]       |
| [[213 | 30 de setembro de 1984 | Mike Witt (1) | California Angels             | 1  | Texas Rangers            | 0  | AL    | Bob Boone                                     | [ notes 107 ]       |
| 214   | 19 de setembro de 1986 | Joe Cowley | Chicago White Sox             | 7  | California Angels        | 1  | AL    | Ron Karkovice (1)                             | [ notes 108 ]       |
| 215   | 25 de setembro de 1986 | Mike Scott | Houston Astros                | 2  | San Francisco Giants     | 0  | NL    | Alan Ashby (3)                                | [ notes 109 ]       |
| 216   | 15 de abril de 1987    | Juan Nieves | Milwaukee Brewers             | 7  | Baltimore Orioles        | 0  | AL    | Bill Schroeder                                |                     |
| 217   | 16 de setembro de 1988 | Tom Browning | Cincinnati Reds               | 1  | Los Angeles Dodgers      | 0  | NL    | Jeff Reed                                     | [ notes 110 ]       |
| 218   | 11 de abril de 1990    | Mark Langston (7 IP) Mike Witt (2) (2 IP) | California Angels             | 1  | Seattle Mariners         | 0  | AL    | Lance Parrish (2)                             |                     |
| 219   | 2 de junho de 1990     | Randy Johnson (1)† | Seattle Mariners              | 2  | Detroit Tigers           | 0  | AL    | Scott Bradley                                 |                     |
| 220   | 11 de junho de 1990    | Nolan Ryan (6)† | Texas Rangers                 | 5  | Oakland Athletics        | 0  | AL    | John Russell                                  |                     |
| 221   | 29 de junho de 1990    | Dave Stewart | Oakland Athletics             | 5  | Toronto Blue Jays        | 0  | AL    | Terry Steinbach (1)                           | [ notes 111 ]       |
| 222   | 29 de junho de 1990    | Fernando Valenzuela | Los Angeles Dodgers           | 6  | St. Louis Cardinals      | 0  | NL    | Mike Scioscia (1)                             | [ notes 112 ]       |
| 223   | 15 de agosto de 1990   | Terry Mulholland | Philadelphia Phillies         | 6  | San Francisco Giants     | 0  | NL    | Darren Daulton                                | [ notes 113 ]       |
| 224   | 2 de setembro de 1990  | Dave Stieb | Toronto Blue Jays             | 3  | Cleveland Indians        | 0  | AL    | Pat Borders                                   | [ notes 114 ]       |
| 225   | 1 de maio de 1991      | Nolan Ryan (7)† | Texas Rangers                 | 3  | Toronto Blue Jays        | 0  | AL    | Mike Stanley                                  | [ notes 115 ]       |
| 226   | 23 de maio de 1991     | Tommy Greene | Philadelphia Phillies         | 2  | Montreal Expos           | 0  | NL    | Darrin Fletcher                               | [ notes 116 ]       |
| 227   | 13 de julho de 1991    | Bob Milacki (6 IP) Mike Flanagan (1 IP) Mark Williamson (1 IP) Gregg Olson (1 IP)                                                                  | Baltimore Orioles             | 2  | Oakland Athletics        | 0  | AL    | Chris Hoiles                                  |                     |
| 228   | 28 de julho de 1991    | Dennis Martínez | Montreal Expos                | 2  | Los Angeles Dodgers      | 0  | NL    | Ron Hassey (2)                                | [ notes 117 ]       |
| 229   | 11 de agosto de 1991   | Wilson Alvarez | Chicago White Sox             | 7  | Baltimore Orioles        | 0  | AL    | Ron Karkovice (2)                             | [ notes 118 ]       |
| 230   | 26 de agosto de 1991   | Bret Saberhagen | Kansas City Royals            | 7  | Chicago White Sox        | 0  | AL    | Brent Mayne                                   |                     |
| 231   | 11 de setembro de 1991 | Kent Mercker (1) (6 IP) Mark Wohlers (2 IP) Alejandro Peña (1 IP)                                                                                  | Atlanta Braves                | 1  | San Diego Padres         | 0  | NL    | Greg Olson                                    |                     |
| 232   | 17 de agosto de 1992   | Kevin Gross | Los Angeles Dodgers           | 2  | San Francisco Giants     | 0  | NL    | Mike Scioscia (2)                             |                     |
| 233   | 22 de abril de 1993    | Chris Bosio | Seattle Mariners              | 2  | Boston Red Sox           | 0  | AL    | Dave Valle                                    |                     |
| 234   | 4 de setembro de 1993  | Jim Abbott | New York Yankees              | 4  | Cleveland Indians        | 0  | AL    | Matt Nokes                                    | [ notes 119 ]       |
| 235   | 8 de setembro de 1993  | Darryl Kile | Houston Astros                | 7  | New York Mets            | 1  | NL    | Scott Servais (1)                             | [ notes 120 ]       |
| 236   | 8 de abril de 1994     | Kent Mercker (2) | Atlanta Braves                | 6  | Los Angeles Dodgers      | 0  | NL    | Javy Lopez                                    |                     |
| 237   | 27 de abril de 1994    | Scott Erickson | Minnesota Twins               | 6  | Milwaukee Brewers        | 0  | AL    | Matt Walbeck                                  |                     |
| 238   | 28 de julho de 1994    | Kenny Rogers | Texas Rangers                 | 4  | California Angels        | 0  | AL    | Iván Rodríguez (1)                            | [ notes 121 ]       |
| 239   | 14 de julho de 1995    | Ramón Martínez | Los Angeles Dodgers           | 7  | Florida Marlins          | 0  | NL    | Mike Piazza (1)                               |                     |
| 240   | 11 de maio de 1996     | Al Leiter | Florida Marlins               | 11 | Colorado Rockies         | 0  | NL    | Charles Johnson (1)                           |                     |
| 241   | 14 de maio de 1996     | Dwight Gooden | New York Yankees              | 2  | Seattle Mariners         | 0  | AL    | Joe Girardi (1)                               | [ notes 122 ]       |
| 242   | 17 de setembro de 1996 | Hideo Nomo (1) | Los Angeles Dodgers           | 9  | Colorado Rockies         | 0  | NL    | Mike Piazza (2)                               | [ notes 123 ]       |
| 243   | 10 de junho de 1997    | Kevin Brown | Florida Marlins               | 9  | San Francisco Giants     | 0  | NL    | Charles Johnson (2)                           | [ notes 124 ]       |
| 244   | 12 de julho de 1997    | Francisco Córdova (9 IP) Ricardo Rincón (1 IP) | Pittsburgh Pirates            | 3  | Houston Astros           | 0  | NL    | Jason Kendall                                 | [ notes 125 ]       |
| 245   | 17 de maio de 1998     | David Wells | New York Yankees              | 4  | Minnesota Twins          | 0  | AL    | Jorge Posada                                  | [ notes 126 ]       |
| 246   | 25 de junho de 1999    | José Jiménez | St. Louis Cardinals           | 1  | Arizona Diamondbacks     | 0  | NL    | Alberto Castillo                              | [ notes 127 ]       |
| 247   | 18 de julho de 1999    | David Cone | New York Yankees (AL)         | 6  | Montreal Expos (NL)      | 0  | Inter | Joe Girardi (2)                               | [ notes 128 ]       |
| 248   | 11 de setembro de 1999 | Eric Milton | Minnesota Twins               | 7  | Anaheim Angels           | 0  | AL    | Terry Steinbach (2)                           |                     |
| 249   | 4 de abril de 2001     | Hideo Nomo (2) | Boston Red Sox                | 3  | Baltimore Orioles        | 0  | AL    | Jason Varitek (1)                             | [ notes 129 ]       |
| 250   | 12 de maio de 2001     | A. J. Burnett ‡ | Florida Marlins               | 3  | San Diego Padres         | 0  | NL    | Charles Johnson (3)                           | [ notes 130 ]       |
| 251   | 3 de setembro de 2001  | Bud Smith | St. Louis Cardinals           | 4  | San Diego Padres         | 0  | NL    | Eli Marrero                                   | [ 67 ]              |
| 252   | 27 de abril de 2002    | Derek Lowe | Boston Red Sox                | 10 | Tampa Bay Devil Rays     | 0  | AL    | Jason Varitek (2)                             |                     |
| 253   | 27 de abril de 2003    | Kevin Millwood (1) | Philadelphia Phillies         | 1  | San Francisco Giants     | 0  | NL    | Mike Lieberthal                               | [ notes 131 ]       |
| 254   | 11 de junho de 2003    | Roy Oswalt (1 IP) Pete Munro (2+2⁄3 IP) Kirk Saarloos (1+1⁄3 IP) Brad Lidge (2 IP) Octavio Dotel (1 IP) Billy Wagner (1 IP)                        | Houston Astros (NL)           | 8  | New York Yankees (AL)    | 0  | Inter | Brad Ausmus                                   | [ notes 132 ]       |
| 255   | 18 de maio de 2004     | Randy Johnson (2)† | Arizona Diamondbacks          | 2  | Atlanta Braves           | 0  | NL    | Robby Hammock                                 | [ notes 133 ]       |
| 256   | 6 de setembro de 2006  | Aníbal Sánchez ‡ | Florida Marlins               | 2  | Arizona Diamondbacks     | 0  | NL    | Miguel Olivo (1) ‡                            | [ notes 134 ]       |
| 257   | 18 de abril de 2007    | Mark Buehrle (1)‡ | Chicago White Sox             | 6  | Texas Rangers            | 0  | AL    | A. J. Pierzynski (1) ‡                        | [ notes 135 ]       |
| 258   | 12 de junho de 2007    | Justin Verlander (1)‡ | Detroit Tigers (AL)           | 4  | Milwaukee Brewers (NL)   | 0  | Inter | Iván Rodríguez (2)                            | [ notes 136 ]       |
| 259   | 1 de setembro de 2007  | Clay Buchholz ‡ | Boston Red Sox                | 10 | Baltimore Orioles        | 0  | AL    | Jason Varitek (3)                             | [ notes 137 ]       |
| 260   | 19 de maio de 2008     | Jon Lester ‡ | Boston Red Sox                | 7  | Kansas City Royals       | 0  | AL    | Jason Varitek (4)                             | [ notes 138 ]       |
| 261   | 14 de setembro de 2008 | Carlos Zambrano | Chicago Cubs                  | 5  | Houston Astros           | 0  | NL    | Geovany Soto ‡                                | [ notes 139 ]       |
| 262   | 10 de julho de 2009    | Jonathan Sánchez ‡ | San Francisco Giants          | 8  | San Diego Padres         | 0  | NL    | Eli Whiteside                                 | [ notes 140 ]       |
| 263   | 23 de julho de 2009    | Mark Buehrle (2)‡ | Chicago White Sox             | 5  | Tampa Bay Rays           | 0  | AL    | Ramón Castro                                  | [ notes 141 ]       |
| 264   | 17 de abril de 2010    | Ubaldo Jiménez ‡ | Colorado Rockies              | 4  | Atlanta Braves           | 0  | NL    | Miguel Olivo (2) ‡                            | [ notes 142 ]       |
| 265   | 9 de maio de 2010      | Dallas Braden | Oakland Athletics             | 4  | Tampa Bay Rays           | 0  | AL    | Landon Powell                                 | [ notes 143 ]       |
| 266   | 29 de maio de 2010     | Roy Halladay (1) | Philadelphia Phillies         | 1  | Florida Marlins          | 0  | NL    | Carlos Ruiz (1) ‡                             | [ notes 144 ]       |
| 267   | 25 de junho de 2010    | Edwin Jackson ‡ | Arizona Diamondbacks (NL)     | 1  | Tampa Bay Rays (AL)      | 0  | Inter | Miguel Montero ‡                              | [ notes 145 ]       |
| 268   | 26 de julho de 2010    | Matt Garza ‡ | Tampa Bay Rays                | 5  | Detroit Tigers           | 0  | AL    | Kelly Shoppach ‡                              | [ notes 146 ]       |
| 269   | 6 de outubro de 2010   | Roy Halladay (2) | Philadelphia Phillies         | 4  | Cincinnati Reds          | 0  | NL    | Carlos Ruiz (2) ‡                             | [ notes 147 ]       |
| 270   | 3 de maio de 2011      | Francisco Liriano ‡ | Minnesota Twins               | 1  | Chicago White Sox        | 0  | AL    | Drew Butera (1) ‡                             | [ notes 148 ]       |
| 271   | 7 de maio de 2011      | Justin Verlander (2)‡ | Detroit Tigers                | 9  | Toronto Blue Jays        | 0  | AL    | Alex Avila ‡                                  | [ notes 149 ]       |
| 272   | 27 de julho de 2011    | Ervin Santana ‡ | Los Angeles Angels of Anaheim | 3  | Cleveland Indians        | 1  | AL    | Bobby Wilson ‡                                |                     |
| 273   | 21 de abril de 2012    | Philip Humber ‡ | Chicago White Sox             | 4  | Seattle Mariners         | 0  | AL    | A. J. Pierzynski (2) ‡                        | [ notes 150 ]       |
| 274   | 2 de maio de 2012      | Jered Weaver ‡ | Los Angeles Angels of Anaheim | 9  | Minnesota Twins          | 0  | AL    | Chris Iannetta ‡                              |                     |
| 275   | 1 de junho de 2012     | Johan Santana ‡ | New York Mets                 | 8  | St. Louis Cardinals      | 0  | NL    | Josh Thole ‡                                  | [ notes 151 ]       |
| 276   | 8 de junho de 2012     | Kevin Millwood (2) (6 IP) Charlie Furbush (2⁄3 IP)‡ Stephen Pryor (1⁄3 IP)‡ Lucas Luetge (1⁄3 IP)‡ Brandon League (2⁄3 IP)‡ Tom Wilhelmsen (1 IP)‡ | Seattle Mariners (AL)         | 1  | Los Angeles Dodgers (NL) | 0  | Inter | Jesús Montero ‡                               | [ notes 152 ]       |
| 277   | 13 de junho de 2012    | Matt Cain ‡ | San Francisco Giants          | 10 | Houston Astros           | 0  | NL    | Buster Posey (1) ‡                            | [ notes 153 ]       |
| 278   | 15 de agosto de 2012   | Félix Hernández ‡ | Seattle Mariners              | 1  | Tampa Bay Rays           | 0  | AL    | John Jaso ‡                                   | [ notes 154 ]       |
| 279   | 28 de setembro de 2012 | Homer Bailey (1) ‡ | Cincinnati Reds               | 1  | Pittsburgh Pirates       | 0  | NL    | Ryan Hanigan (1) ‡                            |                     |
| 280   | 2 de julho de 2013     | Homer Bailey (2) ‡ | Cincinnati Reds               | 3  | San Francisco Giants     | 0  | NL    | Ryan Hanigan (2) ‡                            | [ notes 155 ]       |
| 281   | 13 de julho de 2013    | Tim Lincecum (1) ‡ | San Francisco Giants          | 9  | San Diego Padres         | 0  | NL    | Buster Posey (2) ‡                            | [ notes 156 ]       |
| 282   | 29 de setembro de 2013 | Henderson Álvarez ‡ | Miami Marlins (NL)            | 1  | Detroit Tigers (AL)      | 0  | Inter | Koyie Hill ‡                                  | [ notes 157 ]       |
| 283   | 25 de maio de 2014     | Josh Beckett | Los Angeles Dodgers           | 6  | Philadelphia Phillies    | 0  | NL    | Drew Butera (2) ‡                             | [ notes 158 ]       |
| 284   | 18 de junho de 2014    | Clayton Kershaw ‡ | Los Angeles Dodgers           | 8  | Colorado Rockies         | 0  | NL    | A. J. Ellis ‡                                 | [ notes 159 ]       |
| 285   | 25 de junho de 2014    | Tim Lincecum (2) ‡ | San Francisco Giants          | 4  | San Diego Padres         | 0  | NL    | Héctor Sánchez ‡                              | [ notes 160 ]       |
| 286   | 1 de setembro de 2014  | Cole Hamels (6 IP)‡ Jake Diekman (1 IP)‡ Ken Giles (1 IP)‡ Jonathan Papelbon (1 IP)‡                                                               | Philadelphia Phillies         | 7  | Atlanta Braves           | 0  | NL    | Carlos Ruiz (3) ‡                             | [ notes 161 ]       |
| 287   | 28 de setembro de 2014 | Jordan Zimmermann ‡ | Washington Nationals          | 1  | Miami Marlins            | 0  | NL    | Wilson Ramos (1) ‡                            | [ notes 162 ]       |
| 288   | 9 de junho de 2015     | Chris Heston ‡ | San Francisco Giants          | 5  | New York Mets            | 0  | NL    | Buster Posey (3) ‡                            | [ notes 163 ]       |
| 289   | 20 de junho de 2015    | Max Scherzer ‡ | Washington Nationals          | 6  | Pittsburgh Pirates       | 0  | NL    | Wilson Ramos (2) ‡                            | [ notes 164 ]       |
| 290   | 25 de julho de 2015    | Cole Hamels (2) ‡ | Philadelphia Phillies         | 5  | Chicago Cubs             | 0  | NL    | Carlos Ruiz (4) ‡                             | [ notes 165 ]       |
| 291   | 12 de agosto de 2015   | Hisashi Iwakuma ‡ | Seattle Mariners              | 3  | Baltimore Orioles        | 0  | AL    | Jesús Sucre ‡                                 | [ notes 166 ]       |
| 292   | 21 de agosto de 2015   | Mike Fiers ‡ | Houston Astros                | 3  | Los Angeles Dodgers      | 0  | Inter | Jason Castro ‡                                | [ notes 167 ]       |
| 293   | 30 de agosto de 2015   | Jake Arrieta ‡ | Chicago Cubs                  | 2  | Los Angeles Dodgers      | 0  | NL    | Miguel Montero ‡                              | [ notes 168 ]       |
| 294   | 3 de outubro de 2015   | Max Scherzer (2) ‡ | Washington Nationals          | 2  | New York Mets            | 0  | NL    | Wilson Ramos (3) ‡                            | [ notes 169 ]       |
| 295   | 21 de abril de 2016    | Jake Arrieta (2) ‡ | Chicago Cubs                  | 16 | Cincinnati Reds          | 0  | NL    | David Ross ‡                                  | [ notes 170 ]       |
| 296   | 3 de junho de 2017     | Edinson Vólquez ‡ | Miami Marlins                 | 3  | Arizona Diamondbacks     | 0  | NL    | J. T. Realmuto ‡                              | [ notes 171 ]       |
| 297   | 21 de abril de 2018    | Sean Manaea ‡ | Oakland Athletics             | 3  | Boston Red Sox           | 0  | AL    | Jonathan Lucroy ‡                             | [ notes 172 ]       |
| 298   | 4 de maio de 2018      | Walker Buehler (6 IP)‡ Tony Cingrani (1 IP)‡ Yimi Garcia (1 IP)‡ Adam Liberatore (1 IP)‡                                                           | Los Angeles Dodgers           | 4  | San Diego Padres         | 0  | NL    | Yasmani Grandal ‡                             | [ notes 173 ]       |
| 299   | 8 de maio de 2018      | James Paxton ‡ | Seattle Mariners              | 5  | Toronto Blue Jays        | 0  | AL    | Mike Zunino ‡                                 | [ notes 174 ]       |
| 300   | 7 de maio de 2019      | Mike Fiers (2) ‡ | Oakland Athletics (AL)        | 2  | Cincinnati Reds (NL)     | 0  | Inter | Josh Phegley ‡                                | [ notes 175 ]       |
| 301   | 12 de julho de 2019    | Taylor Cole (2 IP)‡ Félix Peña (7 IP)‡ | Los Angeles Angels            | 13 | Seattle Mariners         | 0  | AL    | Dustin Garneau ‡                              | [ notes 176 ]       |
| 302   | 3 de agosto de 2019    | Aaron Sanchez (6 IP)‡ Will Harris (1 IP)‡ Joe Biagini (1 IP)‡ Chris Devenski (1 IP)‡                                                               | Houston Astros                | 9  | Seattle Mariners         | 0  | AL    | Martín Maldonado ‡                            | [ notes 177 ]       |
| 303   | 1 de setembro de 2019  | Justin Verlander (3)‡ | Houston Astros                | 2  | Toronto Blue Jays        | 0  | AL    | Robinson Chirinos ‡                           | [ notes 178 ]       |

## No-Hitters por time
| No-Hitters | Time                          |
| ---------- | ----------------------------- |
| 26         | Los Angeles Dodgers           |
| 18         | Boston Red Sox                |
| 18         | Chicago White Sox             |
| 17         | San Francisco Giants          |
| 16         | Cincinnati Reds               |
| 15         | Chicago Cubs                  |
| 14         | Atlanta Braves                |
| 14         | Cleveland Indians             |
| 13         | Philadelphia Phillies         |
| 13         | Oakland Athletics             |
| 13         | Houston Astros                |
| 11         | New York Yankees              |
| 11         | Los Angeles Angels of Anaheim |
| 8          | St. Louis Cardinals           |
| 7          | Detroit Tigers                |
| 7          | Washington Nationals          |
| 6          | Pittsburgh Pirates            |
| 6          | Miami Marlins                 |
| 6          | Seattle Mariners              |
| 5          | Baltimore Orioles (moderno)   |
| 5          | Minnesota Twins               |
| 5          | Texas Rangers                 |
| 4          | Kansas City Royals            |
| 4          | Louisville Colonels           |
| 4          | Philadelphia Athletics        |
| 3          | Baltimore Orioles (século 19) |
| 2          | Arizona Diamondbacks          |
| 2          | Buffalo Bisons                |
| 2          | Columbus Buckeyes             |
| 2          | Providence Grays              |
| 1          | Brooklyn Tip-Tops             |
| 1          | Chicago Chi-Feds/Whales       |
| 1          | Cincinnati Outlaw Reds        |
| 1          | Cleveland Blues               |
| 1          | Cleveland Spiders             |
| 1          | Colorado Rockies              |
| 1          | Kansas City Cowboys           |
| 1          | Kansas City Packers           |
| 1          | Milwaukee Brewers (antigo)    |
| 1          | Milwaukee Brewers (moderno)   |
| 1          | New York Mets                 |
| 1          | Pittsburgh Rebels             |
| 1          | Rochester Broncos             |
| 1          | Tampa Bay Rays                |
| 1          | Toronto Blue Jays             |

Ítalico indica time extinto. O San Diego Padres é o único time moderno que nunca teve um no-hitter.

## Quase no-hitters
O regulamento diz que um jogo cujo(s) arremessador(es) jogaram menos do que nove entradas completas ou que permitiram rebatidas em entradas extras, não se qualificam como um jogo no-hitter. Entretanto, antes das regras serem reforçadas em 1991, tais jogos já contaram como sendo um no-hitter oficial.

### No-hitters perdidos por jogos terminados no intervalo da nona entrada
Devido ao fato de que o time da casa não rebate na parte baixa da nona entrada se estiver na liderança após a primeira parte da entrada (parte alta), um arremessador visitante pode completar uma partida sem permitir nenhuma corrida; neste caso ele não será creditado como um no-hitter oficial. Se o time visitante permite uma quantidade suficiente de corridas para que o time da casa vença após a parte alta da nona entrada, seja por walks, erros, ou qualquer outro fato não envolvendo rebatidas, o(s) arremessador(es) não serão creditados  com um no-hitter oficial  porque arremessaram apenas em 8 entradas (embora tais no-hitters foram contados como oficiais antes de 1991). Isto aconteceu apenas quatro vezes na história das grandes ligas.

#### Jogos interligas
- 28 de Junho de 2008 – Jered Weaver (6 entradas) e José Arredondo (2 entradas), Los Angeles Angels of Anaheim 0, Los Angeles Dodgers 1

#### Liga Americana
- 1º de Julho de 1990 – Andy Hawkins, New York Yankees 0 Chicago White Sox 4
- 12 de Abril de 1992 – Matt Young, Boston Red Sox 1 Cleveland Indians 2

#### Players' League
- 21 de Junho de 1890 – Silver King, Chicago Pirates 0 Brooklyn Ward's Wonders 1

### Jogos encurtados
Sob certas circunstâncias, se uma partida não pode continuar por causa do tempo, escuridão ou qualquer outra razão, mas se dura por, ao menos, 5 entradas, o jogo conta como um jogo completado oficialmente. Jogos no-hitters sob estas circunstâncias foram contados antes de 1991, mas não mais contam como jogos no-hitters oficiais porque 9 entradas não foram completadas. Arremessadores listados em negrito significa que o arremessador esteve perfeito até o jogo ser encerrado. Estes jogos não contam como jogos perfeitos oficiais.

#### Liga Nacional
- 1º de Outubro de 1884 (6 entradas) – Charlie Getzein, Detroit Wolverines 1 Philadelphia Phillies 0
- 7 de Outubro de 1885 (primeiro jogo; 5 entradas) – Dupee Shaw, Providence Grays 4 Buffalo Bisons 0
- 21 de Junho de 1888 (6 entradas) – George Van Haltren, Chicago White Stockings 1 Pittsburgh Alleghenys 0
- 27 de Setembro de 1888 (7 entradas) – Ed Crane, New York Giants 3 Washington Nationals 0
- 15 de Outubro de 1892 (segundo jogo; 5 entradas) – Jack Stivetts, Boston Braves 4 Washington Senators 0
- 23 de Setembro de 1893 (segundo jogo; 7 entradas) – Elton Chamberlain, Cincinnati Reds 6 Boston Beaneaters 0
- 2 de Junho de 1894 (6 entradas) – Ed Stein, Brooklyn Grooms 1 Chicago White Stockings 0
- 14 de Setembro de 1903 (segundo jogo; 5 entradas) – Red Ames (primeiro jogo em uma grande liga), New York Giants 5 St. Louis Cardinals 0
- 24 de Agosto de 1906 (segundo jogo; 7 entradas) – Jake Weimer, Cincinnati Reds 1 Brooklyn Superbas 0
- 24 de Setembro de 1906 (segundo jogo; 7 entradas) – Stoney McGlynn, St. Louis Cardinals 1 Brooklyn Superbas 1
- 26 de Setembro de 1906 (segundo jogo; 6 entradas) – Lefty Leifield, Pittsburgh Pirates 8 Philadelphia Phillies 0
- 11 de Agosto de 1907 (segundo jogo; 7 entradas) – Ed Karger, St. Louis Cardinals 4 Boston Doves 0
- 23 de Agosto de 1907 (segundo jogo; 5 entradas) – Howie Camnitz, Pittsburgh Pirates 1 New York Giants 0
- 6 de Agosto de 1908 (6 entradas) – Johnny Lush, St. Louis Cardinals 2 Brooklyn Superbas 0
- 31 de Julho de 1910 (segundo jogo; 7 entradas) – King Cole, Chicago Cubs 4 St. Louis Cardinals 0
- 27 de Agosto de 1937 (8 entradas) – Fred Frankhouse, Brooklyn Dodgers 5 Cincinnati Reds 0
- 22 de Junho de 1944 (segundo jogo; 5 entradas) – Jim Tobin, Boston Braves 7 Philadelphia Phillies 0
- 12 de Junho de 1959 (5 entradas) – Mike McCormick, San Francisco Giants 3 Philadelphia Phillies 0 (McCormick permitiu uma rebatida simples na sexta entrada, mas como a chuva terminou com o jogo antes da entrada ser completada, o jogo oficialmente terminou após cinco entradas.)
- 26 de Setembro de 1959 (7 entradas) – Sam Jones, San Francisco Giants 4 St. Louis Cardinals 0
- 21 de Abril de 1984 (segundo jogo; 5 entradas) – David Palmer, Montreal Expos 4 St. Louis Cardinals 0
- 24 de Setembro de 1988 (5 entradas) – Pascual Pérez, Montreal Expos 1 Philadelphia Phillies 0

#### Liga Americana
- 15 de Agosto de 1905 (5 entradas) – Rube Waddell, Philadelphia Athletics 2 St. Louis Browns 0
- 26 de Maio de 1907 (5 entradas) – Ed Walsh, Chicago White Sox 8 New York Highlanders 1
- 5 de Outubro de 1907 (segundo jogo; 5 entradas) – Rube Vickers, Philadelphia Athletics 4 Washington Senators 0
- 20 de Agosto de 1912 (segundo jogo; 6 entradas) – Carl Cashion, Washington Senators 2 Cleveland Naps 0
- 25 de Agosto de 1924 (7 entradas) – Walter Johnson, Washington Senators 2 St. Louis Browns 0
- 5 de Agosto de 1940 (segundo jogo; 6 entradas) – John Whitehead, St. Louis Browns 4 Detroit Tigers 0
- 6 de Agosto de 1967 (5 entradas) – Dean Chance, Minnesota Twins 2 Boston Red Sox 0
- 12 de Julho de 1990 (6 entradas) – Mélido Pérez, Chicago White Sox 8 New York Yankees 0
- 1º de Outubro de 2006 (5 entradas) – Devern Hansack, Boston Red Sox 9 Baltimore Orioles 0

#### American Association
- 6 de Maio de 1884 (6 entradas) – Larry McKeon, Indianapolis Hoosiers 0 Cincinnati Red Stockings 0
- 29 de Julho de 1889 (segundo jogo; 7 entradas) – Matt Kilroy, Baltimore Orioles 0 St. Louis Browns 0
- 23 de Setembro de 1890 (7 entradas) – George Nicol, St. Louis Browns 21 Philadelphia Athletics 2
- 12 de Outubro de 1890 (8 entradas) – Hank Gastright, Columbus Solons 6 Toledo Maumees 0

#### Union Association
- 21 de Agosto de 1884 (8 entradas) – Charlie Geggus, Washington Nationals 12 Wilmington Quicksteps 1
- 28 de Setembro de 1884 – Ed Cushman, Milwaukee Brewers 5, Washington Nationals 0 [71][72]
- 5 de Outubro de 1884 (5 entradas) – Charlie Sweeney (2 entradas) e Henry Boyle (3 entradas), St. Louis Maroons 0 St. Paul Saints 1

### No-hitters por nove entradas e arruinados nas entradas extras
No-hitters foram anotados como oficiais mesmo se rebatidas fossem permitidas em entradas extras, mas não depois das regras terem sido endurecidas em 1991. Arremessadores listados em negrito significam que estiveram perfeitos por nove entradas.

#### Liga Nacional
- 11 de Junho de 1904 (12 entradas) – Bob Wicker, Chicago Cubs 1 New York Giants 0 (sofreu rebatidas simples com um eliminado na 10ª; única batida permitida)
- 1º de Agosto de 1906 (13 entradas) – Harry McIntire, Brooklyn Superbas 0 Pittsburgh Pirates 1 (sofreu rebatida simples com dois eliminados na 11ª; permitiu mais três rebatidas)
- 15 de Abril de 1909 (13 entradas; Dia de Abertura) – Red Ames, New York Giants 0 Brooklyn Superbas 3 (sofreu rebatida simples com um eliminado na 10ª; permitiu mais seis rebatidas)
- 2 de Maio de 1917 (10 entradas) – Hippo Vaughn, Chicago Cubs 0 Cincinnati Reds 1 (sofreu rebatida simples com um eliminado na 10ª; permitiu mais uma rebatida; conhecido com "No-Hitter Duplo" antes da mudança de regra da MLB pois o arremessador adversário também conseguiu um no-hitter por 10 entradas – veja nota sofre Fred Toney abaixo)
- 26 de Maio de 1956 (11 entradas) – Johnny Klippstein (7 entradas), Hersh Freeman (1 entrada) e Joe Black (3 entradas), Cincinnati Reds 1 Milwaukee Braves 2 (Black sofreu rebatida dupla com dois eliminados na 10ª; permitiu mais duas rebatidas)
- 26 de Maio de 1959 (13 entradas) – Harvey Haddix, Pittsburgh Pirates 0 Milwaukee Braves 1 (Haddix arremessou por 12 entradas perfeitamente; primeiro corredor em base aconteceu na 13ª, através de um erro; os lances seguintes foram um bunt de sacrifício e um walk intencional
- 14 de Junho de 1965 (11 entradas) – Jim Maloney, Cincinnati Reds 0 New York Mets 1 (sofreu um home run na 11ª; permitiu mais uma rebatida)
- 26 de Julho de 1991 (10 entradas) – Mark Gardner (9 entradas) e Jeff Fassero (0 entradas), Montreal Expos 0 Los Angeles Dodgers 1 (Gardner sofreu rebatida simples na 10ª e permitiu mais uma rebatida e foi substituído; Fassero permitiu uma rebatida)
- 3 de Junho de 1995 (10 entradas) – Pedro Martínez (9 entradas) e Mel Rojas (1 entrada), Montreal Expos 1 San Diego Padres 0 (Martinez arremessou perfeitamente por 9 entradas; o primeiro corredor em base do San Diego foi resultado de uma rebatida dupla sofrido por Martínez na 10ª; Rojas o substitui e eliminou os três rebatedores seguintes)
- 23 de agosto de 2017 (10 entradas) – Rich Hill, Los Angeles Dodgers 0 Pittsburgh Pirates 1 (Hill arremessou 9 entradas sem sofrer rebatidas antes do primeiro rebatedor atingir base em um erro do homem de terceira base na 9ª entrada; sofreu um walk-off home run na 10ª entrada)

#### Liga Americana
- 9 de Maio de 1901 (10 entradas) – Earl Moore, Cleveland Blues 2 Chicago White Sox 4 (sofreu rebatida simples na 10ª entrada; permitiu ainda outra rebatida)
- 30 de Agosto de 1910 (segundo jogo; 11 entradas) – Tom Hughes, New York Highlanders 0 Cleveland Naps 5 (sofreu rebatida simples com um eliminado na 10ª entrada; permitiu ainda outra seis rebatidas)
- 14 de Maio de 1914 (10 entradas) – Jim Scott, Chicago White Sox 0 Washington Senators 1 (sofreu rebatida simples na 10ª entrada; permitiu ainda outra rebatida)
- 18 de Setembro de 1934 (10 entradas) – Bobo Newsom, St. Louis Browns 1 Boston Red Sox 2 (sofreu rebatida simples com dois eliminados na décima entrada; a única rebatida permitida)